# Дорога в Сингапур
«Дорога в Сингапур» — музыкальная кинокомедия режиссёра Виктора Шерзингера с участием Бинга Кросби, Боба Хоупа и Дороти Ламур. Первая часть цикла-гепталогии «Дорога на...», снятый киностудией «Paramount Pictures» (США) в 1940 году.

## Сюжет
Два товарища — моряка Джош Мэллон (Кросби) и Эйс Ленниган (Хоуп) дают зарок максимально отсрочить собственные свадьбы. Хотя обещание почти не выполнимо: первого заставляет жениться энергичная подруга, рассчитывая на состояние его отца-судовладельца, второго — влиятельная семья невесты. Друзья вынуждены бежать на Гавайи, а оттуда — в Сингапур. По дороге, временно основавшись на одном из тропических островов, они спасают ресторанную танцовщицу Миму (Ламур) от неоправданной ревности её партнёра по номеру Цезаря (Куинн). Какое-то время она делит их скромный быт в хижине. Оба товарища увлекаются девушкой и каждый по-своему пытаются ухаживать за ней. Постепенно Мимма делает выбор в пользу Джоша. Однако на остров прилетает Мэллон-старший и увозит сына в Соединённые Штаты. Разочарованная Мимма соглашается выйти замуж за Эйса, но тот не принимает её жертву. Вскоре их разыскивает Джош, сбежавший от отца и корыстной невесты, и присоединяется к друзьям.
Линейное повествование сюжета чередуется с музыкальными номерами, при этом  массовые национальные танцы аборигенов вымышленного острова Кайгон сопровождаются песнопениями на эсперанто.

## В ролях
| Актёр         | Роль                                     | Оригинальная роль      |
| ------------- | ---------------------------------------- | ---------------------- |
| Бинг Кросби   | Джош Мэллон Пятый                        | англ. Josh Mallon V    |
| Боб Хоуп      | Эйс Ленниган                             | англ. Ace Lannigan     |
| Дороти Ламур  | Мима                                     | англ. Mima             |
| Чарльз Коберн | Джошуа Мэллон Четвёртый                  | англ. Joshua Mallon IV |
| Энтони Куинн  | Цезарь, артист кабаре                    | англ. Caesar           |
| Элвия Оллман  | невзрачная девушка (в титрах не указана) | англ. Homely Girl      |

## Создание фильма
На студии Paramount Pictures появилась идея создания музыкального фильма с путешествиями в экзотическую страну. Первоначальное рабочее название было «Дорога на Мандалай», а позже — «Побережье мечты». Главные роли на различных этапах предлагались Фреду Макмюррею, Джеку Оуки, Джорджу Бёрнсу и Грейси Аллен, однако все они по разным причинам отказались. После этого предложение отправили Кросби и Хоупу, уже выступавшим совместно. Кроме того, предложение было отправлено и Дороти Ламур, ранее выступавшей в драматических или романтических ролях. Но если она была уже популярна, а Кросби известен как исполнитель песен, то Хоуп был только в начале становления кинематографической карьеры (его первый успех относится к 1938 году). Поэтому исполнители главных персонажей расставлены в анонсах к этому фильму и в титрах в порядке Кросби-Ламур-Хоуп. Именно эта картина изменила статус Боба Хоупа и сделал его «кинозвездой большого калибра».

## Культурное влияние
Основная статья см. Медиафраншиза «Дорога на…»